# Neoduma ectozona
Neoduma ectozona là một loài bướm đêm thuộc phân họ Arctiinae, họ Erebidae.